# بوبي باربر
بوبي باربر (بالإنجليزية: Bobby Barber)‏ مواليد 18 ديسمبر 1894 في نيويورك، الولايات المتحدة - الوفاة 24 مايو 1976 في سيل بيتش، الولايات المتحدة، هو ممثل أمريكي بدأ مسيرته الفنية سنة 1926. ظهر في قرابة 100 فلما. امتدت مسيرته الفنية لأكثر من 37 عاما. من أعماله ليلة 13 يونيو ومكسيكانا.

## روابط خارجية
- بوبي باربر على موقع IMDb (الإنجليزية)
- بوبي باربر على موقع ميوزك برينز (الإنجليزية)
- بوبي باربر على موقع أول موفي (الإنجليزية)
- بوبي باربر على موقع قاعدة بيانات الفيلم (الإنجليزية)